# Cserjés hortenzia
A cserjés hortenzia (Hydrangea arborescens) a somvirágúak (Cornales) rendjébe tartozó hortenzia (Hydrangea) nemzetség második legismertebb faja, sok kertészeti változattal.
Észak-Amerika keleti részéről származó, a kerti hortenziánál (Hydrangea macrophylla) valamivel edzettebb és némileg nagyobb termetű faj.
Rendszeres öntözést igényel, de Magyarország bármely táján a szabadban termeszthető.
Fehér virágai júniustól szeptemberig többször nyílnak.
Legelterjedtebb fajtái a lapos, gömbvirágzatú H. a. 'Grandiflora' és az óriás virágzatú H. a. 'Annabelle'.

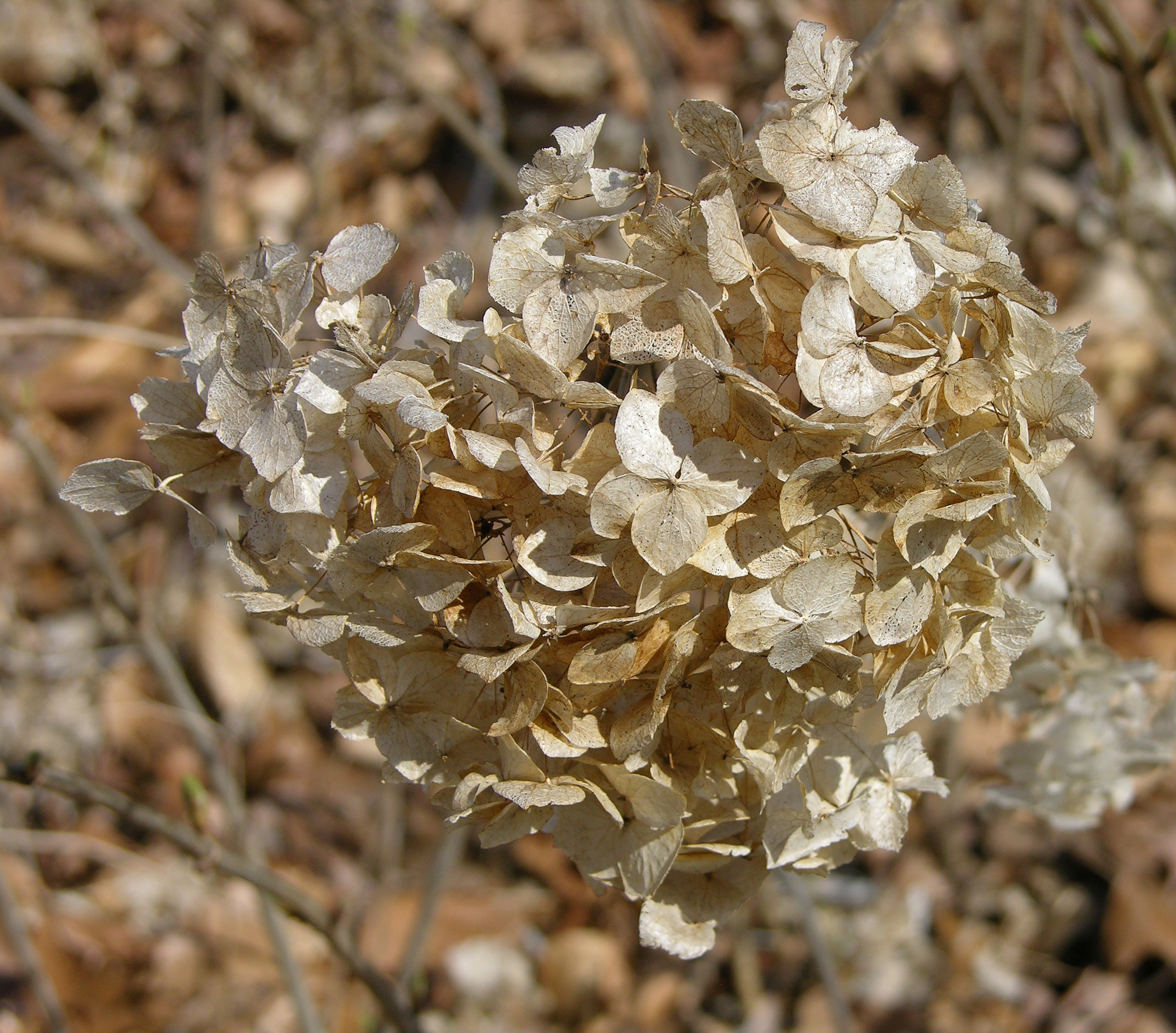
H. a. 'Grandiflora'